# The Loss of Sexual Innocence
The Loss of Sexual Innocence é um filme de drama de 1999, dirigido por Mike Figgis, com Julian Sands como protagonista.

## Enredo
Confuso e não-linear, o filme narra a história sexual de um cineasta na idade 5, 12, e 16 anos, um homem que embarca no seu primeiro filme em 1950, da Tunísia e, finalmente, a sua vida atual. Ao longo do caminho, ele tem relações sexuais com uma mulher mais velha em adolescente, depois com um casal italiano na Tunísia que culmina com o assassínio de um rapaz, a vingança do brutal assassinato da mulher, e, em última instância, é casado com uma mulher fria.

## Elenco
- Julian Sands… Nic (na idade adulta)
- Saffron Burrows… Gémeo inglês/italiano
- Stefano Dionisi… Luca
- Kelly Macdonald… Susan
- Gina McKee… Mãe de Susan
- Jonathan Rhys Meyers… Nic (aos 16 anos)
- Bernard Hill… Pai de Susan
- Rossy de Palma… Mulher cega
- John Cowey… Nic (aos 5 anos)
- Nina McKay… Mulher com duas raças
- Dickson Osa-Omorogbe… Wangi
- Jock Gibson Cowl… Velho homem da colónia
- Justin Chadwick… Homem vulgar
- Femi Ogunbanjo… Adam
- Hanne Klintoe… Eve